# Kristof Ulenaers
Kristof Ulenaers, né le 20 juin 1998, est un golfeur professionnel belge. 
Après avoir étudié à l'Université de North Texas où il fait partie de l'équipe de golf il commence sa carrière de joueur professionnel sur le Pro Golf Tour (en), un des circuits de troisième division du Tour européen PGA avec l'espoir de gagner sa carte pour le Challenge Tour.
Ayant bénéficié d'une invitation pour le Challenge de Cadiz, tournoi du Challenge Tour disputé en Espagne du 10 au 13 juin 2021, il crée la surprise en prenant la tête du tournoi dès la première journée de compétition. Malgré une quatrième journée un peu plus difficile il parvient à conserver la tête tout au long du tournoi. Il s'impose avec cinq coups d'avance sur son plus proche poursuivant et remporte son premier tournoi professionnel, ce qui le propulse à la douzième place provisoire du classement du Challenge Tour.

## Palmarès

### Victoires sur le Challenge Tour
| no | Date         | Tournoi            | Score                 | Avance  | Second     |
| -- | ------------ | ------------------ | --------------------- | ------- | ---------- |
| 1. | 13 juin 2021 | Challenge de Cadiz | -29 (65-65-67-72=269) | 5 coups | Hurly Long |